# Jaroslav Klaška
Jaroslav Klaška (* 28. června 1962 Brno) je český politik, v letech 2013 až 2017 poslanec Poslanecké sněmovny PČR, v letech 2006 až 2014 starosta města Šlapanice a člen KDU-ČSL.

## Život
Narodil se v červnu 1962, je ženatý, má tři děti. Původní profesí architekt, vystudoval Střední průmyslovou školu stavební v Brně a Fakultu architektury Vysokého učení technického v Brně. Pracoval v projekčním ústavu Brnoprojekt, dále na stavebním úřadě Městského úřadu Šlapanice a v Brněnských vodárnách a.s.
Od 23. listopadu 2006 byl uvolněn k výkonu funkce starosty města Šlapanic. Je předsedou Svazku pro vodovody a kanalizace Šlapanicko, předsedou obecně prospěšné společnosti Mohyla míru – Austerlitz, o.p.s. a místopředsedou Komise regionálního rozvoje Rady Jihomoravského kraje.
Mezi jeho koníčky patří hudba, dějiny architektury, sport – zejména formule 1, rád plave, vzdělává se v německém jazyce, rád přednáší a diskutuje s mladými lidmi i všemi, kdo mají zájem o veřejný život.

## Politické působení
V komunálních volbách v roce 1994 a v komunálních volbách v roce 1998 neúspěšně kandidoval jako člen KDU-ČSL do Zastupitelstva města Šlapanic, později uspěl v komunálních volbách v roce 2002. byl zvolen zastupitelem města Šlapanice. Mandát zastupitele města pak obhájil v komunálních volbách v roce 2006, v roce 2010. i v roce 2014. V listopadu 2006 uspěl jako lídr kandidátky KDU-ČSL v komunálních volbách a stal se starostou města Šlapanice. Post obhájil v roce 2010 opět zvolen a pokračoval 2. volební období ve funkci starosty města. Ve volbách roku 2014 byl opět zvolen zastupitelem města, ale starostou už se nestal. Krátce poté upřednostnil práci poslance a na post zastupitele města Šlapanice rezignoval.
Paralelně s komunální politikou se účastnil krajských voleb v roce 2000, kdy kandidoval za KDU-ČSL do Zastupitelstva Jihomoravského kraje, ale neuspěl. Podobně i v krajských volbách v roce 2008 a v krajských volbách v roce 2012. O zisk mandátu se pokoušel i v krajských volbách v roce 2016, ale opět nebyl zvolen.
Ve volbách do Poslanecké sněmovny PČR v roce 2013 kandidoval z druhého místa v Jihomoravském kraji za KDU-ČSL a byl zvolen. Od února 2014 byl 1. místopředsedou poslaneckého klubu KDU-ČSL. Zabývá se především ekonomickými a hospodářskými tématy – v Poslanecké sněmovně pracoval jako místopředseda Rozpočtového výboru a člen Hospodářského výboru.
Ve volbách do Poslanecké sněmovny PČR v roce 2017 obhajoval svůj poslanecký mandát za KDU-ČSL v Jihomoravském kraji, ale neuspěl (skončil jako první náhradník).
Ve volbách do Senátu PČR v roce 2020 kandidoval jako společný kandidát KDU-ČSL, TOP 09 a ODS v obvodu č. 57 – Vyškov. V prvním kole získal 27,67 % hlasů, a postoupil tak z 1. místa do druhého kola, v němž s velmi těsným rozdílem pouhých 27 hlasů prohrál s nestraníkem za hnutí STAN Karlem Zitterbartem poměrem hlasů 49,91 % : 50,08 %, a senátorem se tak nestal.